# Veterano (storia romana)
Col termine veterano nell'antica Roma si designava un soldato al termine del suo servizio, in qualunque corpo avesse militato (coorti pretorie o urbane, legioni, armata ausiliaria, flotta).
La durata del servizio è concetto che evolve con la stessa storia di organizzazione dell'esercito di Roma e al suo interno della figura del miles. Egli, inizialmente, è un soldato volontario; si arma a proprie spese e rimane in servizio per la durata della campagna militare per la quale è stato reclutato. In seguito con l'organizzazione dell'esercito e la creazione di un vero e proprio soggetto sociale e giuridico, "il militare professionista", si fisserà anche la durata del servizio, variabile, come vedremo, a seconda del corpo militare di appartenenza.

## Storia
È nel 107 a.C. che può essere individuato un momento significativo di svolta: Gaio Mario procede ad un arruolamento straordinario senza tenere conto dei requisiti di censo dei reclutati, arruolando proletari volontari. Si va così stabilendo un nuovo rapporto, più diretto, tra soldato e generale e, corrispettivamente, con la concessione di premi per i veterani al congedo (un'anticipazione avvenne con Scipione Africano), la definizione di una fenomenologia dalle implicazioni politiche e con ricadute sul territorio e la sua organizzazione.
Nella tarda repubblica, infatti, nel clima delle guerre civili, i generali concedettero ai propri soldati, quale ricompensa per il servizio, appezzamenti di terra spesso confiscati come atti di rivendicazione contro la fazione avversa. Si ricordino le concessioni ai veterani di Pompeo, di Cesare, di Antonio, di Ottaviano.
È in età augustea, si diceva, con una ristrutturazione dell'esercito, che si costituisce un vero e proprio esercito imperiale stabile e permanente e di conseguenza si definisce un profilo del miles e del suo stato giuridico.
All'interno dei molteplici mutamenti posti in atto, si ricordi appunto quello che fisserà la ferma militare a sedici anni nelle coorti pretorie, a vent'anni nelle legioni e a venticinque anni nella flotta (5 a.C.); Augusto si impegnò, anche, affinché il soldato venisse ricompensato adeguatamente al congedo dopo aver trascorso la maggior parte della propria vita nell'esercito.
Nel 6 a.C. il princeps istituì l'aerarium militare, una cassa destinata al pagamento dei premia a chi si fosse congedato onorevolmente (honesta missio): il premio per i soldati poteva consistere o in un lotto di terra (regolamentando la procedura della tarda repubblica) o in una somma di denaro.
In età imperiale la pratica di assegnazione di terre ai veterani cadde in disuso. Si ricordi quanto racconta Tacito in riferimento alla città di Taranto e al fallimento della politica di stanziamenti di veterani, ormai condotti secondo procedure diverse a quelle dell'età tardo repubblicana:
(Tacito, Annales, XIV, 27,2; trad. di A. Arici, Classici latini , Utet, Torino, 1975, pag. 793)
Il quadro di integrazione che ne derivava è dominato dalla desolazione e dalla solitudine esistenziale:
(Tacito, Annales, XIV, 27,3; trad. di A. Arici, Classici latini, Utet, Torino, 1975, pag. 793)
Peraltro questo quadro ci è stato attestato da dati epigrafici, in particolare da sette epigrafi di Taranto relative ai veterani provenienti dall'area dell'Italia Meridionale, risalenti al periodo che intercorre tra il I e il III secolo d.C. In primis, l'insediamento tarantino è quello più ricco di testimonianze, in quanto la documentazione relativa è sia di natura letteraria che epigrafica.
Gli epitaffi di Taranto non hanno dedicanti tranne due attestazioni: l'epitaffio di una moglie a suo marito e quello di un heres.
A Luceria sono stati ritrovati due epitaffi: uno di un heres e uno di un amico del veterano.
Andrà tuttavia fissandosi con l'età imperiale una tipologia di privilegi spettanti al veterano: egli acquisì dei diritti tra cui lo Ius Conubii, che gli permetteva di sposarsi con donne indigene (pratica vietata durante il servizio militare), l'immunità dalle cariche pubbliche e dall'imposta sui beni posseduti al congedo. Al veterano era concesso sposarsi con donne provenienti da strati sociali diversi, come liberte, ingenue oppure provenienti da famiglie di recente romanizzazione.
Durante la dinastia provinciale, l'imperatore Adriano operò la distinzione tra honestiores e humiliores e tra gli honestiores ritroviamo i veterani, i quali avevano ottenuto questo titolo come ricompensa.
Settimio Severo, per rendere operativi i soldati congedati, affidava loro le terre incolte e abbandonate per migliorare l'economia delle campagne e permettendo loro di crearsi un nuovo modus vivendi all'interno della società.
Infatti i Severi, attraverso interventi di risistemazione territoriale delle campagne italiche, consentirono un ripopolamento di queste terre, agevolandone l'acquisto tramite prezzi di favore o addirittura concedendole gratuitamente, affinché si inducessero i veterani a optare per una sistemazione in determinate aree.
Ovviamente questa condotta politica dei Severi mirava a tutelare i territori dell'impero e provvedeva in questo modo a militarizzare la zona.
Nel tardoantico, sotto l'imperatore Costantino I ritorna la pratica dell'assegnazione di terre ai veterani, sulle quali non gravava alcuna imposta, così da incentivare sempre di più l'arruolamento.
Questa pratica andava a vantaggio di Roma, in quanto questi ex soldati contribuivano alla messa a coltura di terre incolte o abbandonate; inoltre alla loro morte queste terre passavano ai loro figli, ritornando ad essere sottoposte a tassazione.
Sotto Costantino, Costanzo II e Valentiniano I, i veterani si dedicano oltre alla messa a coltura delle terre anche all'attività commerciale e ai trasporti (essendo possessori di navi).
Questi imperatori, infatti, incentivano attraverso delle riforme tutte queste attività di reinserimento sociale, per evitare che i soldati congedati cadessero in uno stato d'inopia (mancanza totale di mezzi di sussistenza).
Per esempio, Valentiniano I nel 365 emana un provvedimento che andava a regolare la modalità di permanenza dei veterani nelle terre private: poteva avvenire infatti che il padrone originario (dominus) rivendicasse quelle stesse terre che gli erano appartenute e che ora fruttavano nuovamente. Possiamo inoltre constatare alcune differenze nella politica di concessione delle terre da parte di Costantino e Valentiniano; Costantino concedeva la terra ai veterani senza domicilio o non impegnati in nessun negotium, mentre Valentiniano I la concedeva indistintamente a tutti coloro che desideravano una patria.
Nell'ambito dei commerci, poiché si ebbe una rivalutazione di questa attività, si ricordano due riforme: una di Costantino nel 326 e l'altra di Valentiniano nel 366.

## Citazioni nelle fonti antiche
Un esempio di veterani viene ricordato da Cassio Dione Cocceiano durante l'ultima fase della terza guerra mitridatica (65-64 a.C.) quando Gneo Pompeo Magno decise di fondare una città, chiamata Nicopoli del Ponto, nel luogo dove avvenne la battaglia di Nicopoli al Lico, nella quale aveva sconfitto Mitridate. Qui egli inviò come abitanti quei soldati che erano ancora feriti o in età avanzata: vale a dire i veterani.
Gaio Giulio Cesare, contrariamente a quanto avevano fatto molti dei suoi predecessori che fornivano alle truppe donativi occasionali, reputò fosse necessario dare continuità al servizio che i militari fornivano, istituendo per il congedo il diritto ad un premio in terre, secondo l'uso che fino ad allora era stato a totale discrezione del solo comandante.
Ad Augusto si deve, invece, l'introduzione di un esercito di professionisti che rimanessero in servizio non meno di sedici anni per i legionari, portati a venti nel 5 d.C. (come era accaduto fin dai tempi di Polibio, in caso di massima crisi), e venti-venticinque per le truppe ausiliarie. A questo periodo di servizio poteva subentrarne un ulteriore di alcuni anni tra le "riserve" di veterani, in numero di 500 per legione posti sotto il comando di un curator veteranorum.
All'inizio del Principato, sappiamo dallo stesso Augusto, attraverso le sue Res Gestae, che ai 300.000 soldati mandati in congedo (veterani), furono distribuiti donativi dal bottino di guerra:
acquistati terreni per 260.000 sesterzi per congedare i veterani delle guerre civili, ed altri 400.000 sesterzi per i successivi congedi degli anni 7-2 a.C.:

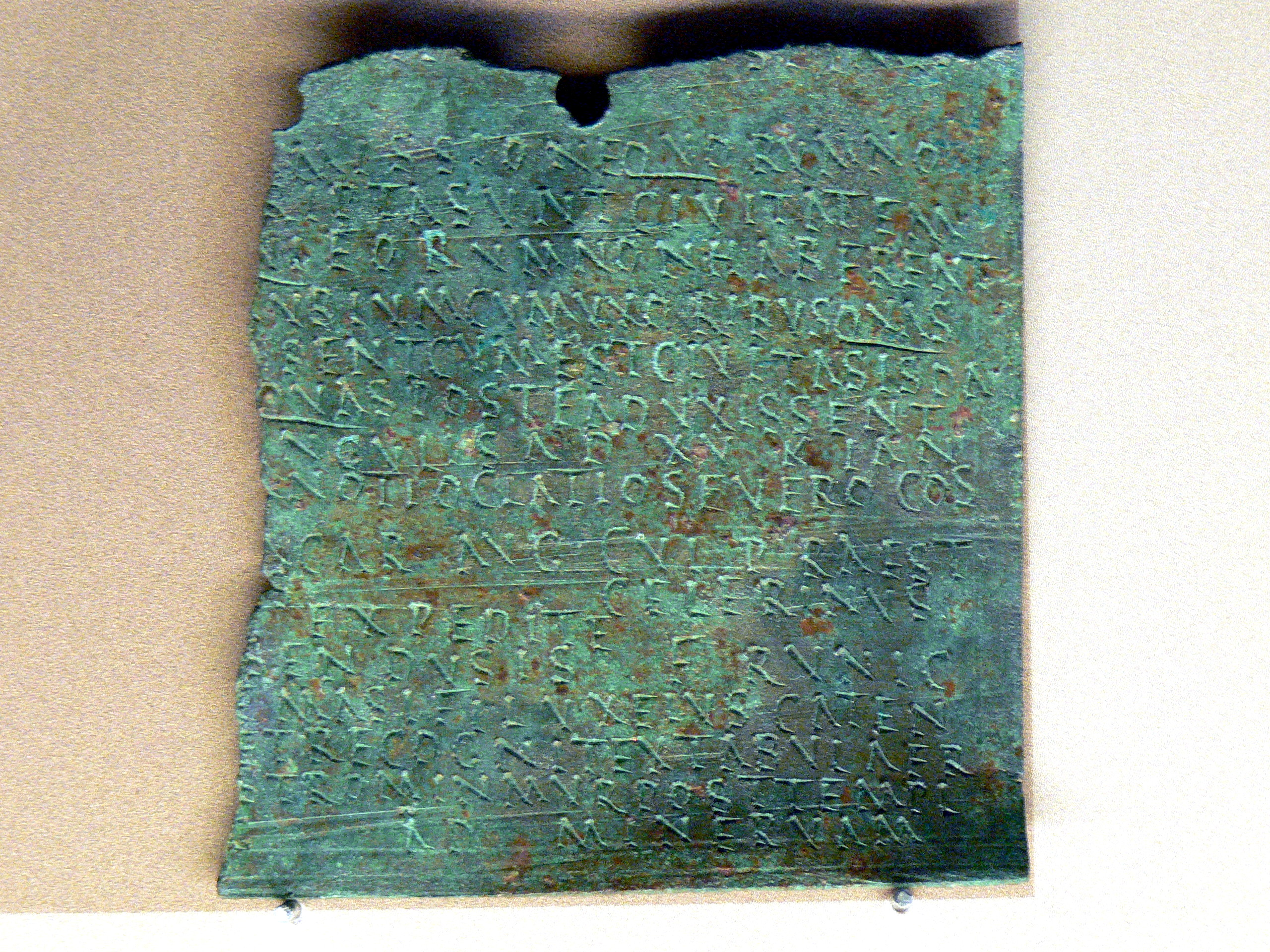
Esempio di diploma militare redatto al momento del congedo di un miles della cohors V Bracaraugustanorum, nel 160 d.C., proveniente da Quntana, l'odierna Künzing.

Nell'anno 5 d.C., il servizio militare fu portato a vent'anni:
Furono fondate numerose colonie di veterani in tutte le province Imperiali: